# David Jonsson
David Jonsson (Custom House, 1993. szeptember 4. –) angol színész.
Elsőként az Ipar (2020–2022) című televíziós drámasorozattal vált ismertté. Fontosabb filmjei közé tartozik a Rye Lane (2023) és az Alien: Romulus (2024).
2025-ben elnyerte a BAFTA Rising Star Awardot.

## Filmográfia

### Film
| Év   | Magyar cím                 | Eredeti cím    | Szerep        | Megjegyzések                 |
| ---- | -------------------------- | -------------- | ------------- | ---------------------------- |
| 2023 | Rye Lane                   | Rye Lane       | Dom           |                              |
| 2024 | Alien: Romulus             | Alien: Romulus | Andy          | magyar hangja: Csiby Gergely |
| 2024 | Bonhoeffer: Isten szolgája | Bonhoeffer     | Frank Fisher  |                              |
| 2025 |                            | The Long Walk  | Peter McVries | előkészületben               |

### Televízió
| Év        | Magyar cím                         | Eredeti cím    | Szerep                | Megjegyzések                                |
| --------- | ---------------------------------- | -------------- | --------------------- | ------------------------------------------- |
| 2018      | Oxfordi gyilkosságok               | Endeavour      | Cromwell Ames         | 2 epizód                                    |
| 2019      | Deep State – Háttérhatalom         | Deep State     | Isaac Turner          | 2. évad (6 epizód)                          |
| 2020–2022 | Ipar                               | Industry       | Augustus "Gus" Sackey | főszereplő (15 epizód)                      |
| 2023      | Agatha Christie: Könnyű gyilkosság | Murder is Easy | Luke Fitzwilliam      | 2 epizód                                    |
| 2024      |                                    | The Road Trip  | Marcus                | főszereplő (6 epizód)                       |
| 2025      | Túl sok                            | Too Much       | Oriel Terrabianco     | - 1 epizód - magyar hangja: - Jerger Balázs |

## Fordítás
- Ez a szócikk részben vagy egészben  a   David Jonsson című angol Wikipédia-szócikk ezen változatának fordításán alapul.  Az eredeti cikk szerkesztőit annak laptörténete sorolja fel. Ez a jelzés csupán a megfogalmazás eredetét és a szerzői jogokat jelzi, nem szolgál a cikkben szereplő információk forrásmegjelöléseként.